# Ксенофонтов, Иван Степанович
Иван Степанович Ксенофонтов (1817—1875) — русский художник, портретист, академик исторической и портретной живописи Императорской Академии художеств.

## Биография
Первоначальные уроки живописи получил в Рисовальной школе Общества поощрения художеств (1841–1843). Прошёл курс обучения в Императорской Академии художеств (1843–1850). Ученик К. П. Брюллова и Ф. А. Бруни. 
Получил награды Академии художеств: малая серебряная медаль (1845), большая серебряная медаль (1849) за картину «Товий исцеляет глаза отцу своему в присутствии архангела Рафаила», малая золотая (1851) за образ «Воскресение Христово», большая золотая медаль (1852) за программу «Ной благословляет детей своих». Звание художника с правом на чин XIV класса (1850).
Пенсионер Академии художеств за границей (преимущественно Рим, 1855–1862). После возвращения в Россию (1862) жил в Санкт-Петербурге.
Звание академика (1863) за образ «Успение Богородицы», который был написан для церкви Русской миссии в Иерусалиме.
Член Комиссии для надзора за зданием Исаакиевского собора (1865–1875).
Член Санкт-Петербургского собрания художников.
Исполнял различные заказы по церковной живописи, в частности, шесть плафонов в соборе Петропавловской крепости (1870). Занимался реставрацией.
Основные труды Ксенофонтова были широко представлены в храмах и церквях: в церкви великого князя Николая Николаевича Старшего, в церкви имения Петрово-Соловово в Тамбовской губернии, в церкви лейб-гвардии Гродненского гусарского полка, в соборе Петропавловской крепости, в церкви Николая Чудотворца на Выборгской стороне Петербурга, в церкви села Хилковки Полтавской губернии и др.

## Галерея
Известные работы:
- «Портрет С.В. Сухово-Кобылиной» (1859)
- «Портрет И.А. Бартоломея» (1860-е)

- Работы И. С. Ксенофонтова
- «Товий исцеляет глаза отцу своему в присутствии архангела Рафаила»
- «Христос, благословляющий детей»
- «Ной проклинает Хама»
- Портрет художницы С. В. Сухово-Кобылиной
- Портрет генерала И. А. Бартоломея